# Hermenegildo Galeana, Villaflores
Hermenegildo Galeana är en ort i Mexiko.   Den ligger i kommunen Villaflores och delstaten Chiapas, i den sydöstra delen av landet, 700 km sydost om huvudstaden Mexico City. Hermenegildo Galeana ligger 534 meter över havet och antalet invånare är 109.
Terrängen runt Hermenegildo Galeana är huvudsakligen kuperad, men åt sydväst är den platt. Runt Hermenegildo Galeana är det ganska glesbefolkat, med 24 invånare per kvadratkilometer. Närmaste större samhälle är Villa Corzo, 13,1 km sydväst om Hermenegildo Galeana. Omgivningarna runt Hermenegildo Galeana är en mosaik av jordbruksmark och naturlig växtlighet.